# Noel Turner
Noel Turner (* 9. Dezember 1974 in Sliema) ist ein ehemaliger maltesischer Fußballspieler, der seine gesamte Laufbahn im Mittelfeld seines Heimatvereines Sliema Wanderers spielte.

## Größte Erfolge
- 2× Maltas Fußballer des Jahres (1996, 2003)
- 4× Maltesischer Meister: 1996, 2003, 2004, 2005